# 乘风乡
乘风乡，中华人民共和国湖南省岳阳市临湘市下属的一个镇，位于临湘市北部，濒临黄盖湖。季（台坡）江（南）公路经过镇区。

## 建制沿革
- 1958年，属聂市公社；
- 1961年，属源潭公社；
- 1973年，析置乘风公社；
- 1984年，改置乘风乡。

## 行政区划
乘风乡下辖8个行政村：
- 大宝村、群强村、小星村、大星村、乘风村、马龙村、汤畈村、涓湖村
- 管委会